# Asger Sørensen
Asger Strømgaard Sørensen (Silkeborg, 5 giugno 1996) è un calciatore danese, difensore dello Sparta Praga.

## Palmarès

### Club

#### Competizioni nazionali
- Campionato austriaco: 3

Salisburgo: 2014-2015, 2015-2016, 2016-2017
- Campionato ceco: 2

Sparta Praga: 2022-2023, 2023-2024
- Coppa della Repubblica Ceca: 1

Sparta Praga: 2023-2024